# Минцберг, Генри
Генри Минцберг (англ. Henry Mintzberg; род. 2 сентября 1939) — профессор менеджмента Макгилльского университета в Монреале.

## Биография
Окончил факультет машиностроения Университета Макгилл, работал в отделе Operational Research Канадской железной дороги. Затем получил диплом магистра и степень PhD в Слоанской Школе Менеджмента в Массачусетском технологическом институте. С тех пор преподает на факультете менеджмента Университета Макгилл. Кроме этого, является профессором университетов Карнеги Меллон, университета d’Aix-Mardeill, École des hautes études commerciales, Монреаль, Лондонской школы бизнеса и INSEAD. Обладатель 15 почетных дипломов университетов всего мира.
Минцберг опубликовал более 15 книг. Книга «Managing», написанная автором в 2009 году, издана на русском языке под названием «Действуй эффективно! Лучшая практика менеджмента». В книге анализируется работа 29 менеджеров из различных сфер деятельности: бизнеса, государственной службы, здравоохранения, симфонического оркестра. Полученные данные Минцберг сформировал в систему, которая дает представление о современном менеджменте и разрушает многие управленческие стереотипы.
Минцберг опубликовал более 150 статей, две из них получили награду McKinsey журнала «Harvard Business Review».
Генри Минцберг удостоен наград ведущих научных и отраслевых ассоциаций, в том числе Академии менеджмента, Общества стратегического менеджмента и Ассоциации управленческого консультирования.